# Happy Hollow (Oregon)
Happy Hollow az Amerikai Egyesült Államok északnyugati részén, Oregon állam Tillamook megyéjében elhelyezkedő önkormányzat nélküli település.